# Eaton Corporation
Eaton (Eaton Corporation plc, «Ітон») — американська машинобудівна корпорація, виробник електротехнічного та гідравлічного обладнання, автокомплектуючих, компонентів для авіаційної промисловості.
Заснована у 1911 році, у перший період виробляла комплектуючі для вантажних автомобілів. Починаючи з 1920-х років та протягом усіх наступних періодів розвивалася в основному за рахунок поглинань; з 1970-х років орієнтувалася на галузеву диверсифікацію, на тлі спаду автомобільної промисловості США знижуючи залежність від попиту на автокомплектуючі та набуваючи виробників електротехніки та електроніки (частка в обсязі продажів електротехнічної продукції в 2018 році склала понад 63%, а автокомплектуючих — близько 16%), а з 1980-х років — на розширення регіональної присутності, уникаючи концентрації на ринку США (з 80% в обсязі продажів у 1980 році до 55% у 2018 році). Найбільші поглинання - Cooper Industries (2012, $11,8 млрд), Moeller (2008, $2,23), Aeroqip-Vickers (1999, $1,7 млрд); збережено помітну частину торгових марок продукції куплених компаній (зокрема Powerwave, Cutler-Hammer, Fuller). Основні конкуренти станом на 2010-ті роки – Siemens, ABB, Schneider Electric, Bosch Rexroth.
Засновник - Джозеф Ітон; контролюючий акціонер з 1989 року - Олександр Катлер. Операції розділені між двома секторами - електротехнічним та промисловим (в останній входять виробництва комплектуючих та гідравлічного обладнання). Формальна штаб-квартира розташована в ірландському Дубліні, основні керуючі структури - у передмісті Клівленда.